# Zastava 1300/1500
Zastava 1300/1500 je model automobila koji je proizvodio jugoslavenski proizvođač Zavodi Crvena Zastava iz Kragujevca od 1961. do 1979. godine.                                                                                                                                   

## Povijest modela
Izrađen je po uzoru na Fiat 1300. Prva Zastava 1300/1500 sišla je s tekućih vrpca 1961. godine. U razdoblju od 18 godina proizvedeno je 200 000 primjeraka. Zastava 1300/1500 bila je pomalo simbol luksuza te je privlačila poglede mnogih prolaznika. Zadnji primjerak proizveden je 20. prosinca 1979. godine. 
Model s istom mehanikom, ali drukčijeg dizajna od 1968. godine proizvodila je poljska tvrtka FSO. Za taj je model korišteno ime Polski Fiat 125p, a Zastava je izrađivala identičan model koji se zvao 125pz te je zbog tog naziva dobio ime "Pezejac".

## Tehničke karakteristike
Zastava 1300/1500 imala je motore od 1295 ccm i 1481 ccm. Motor u modelu 1300 razvijao je 60 KS pri 5200 o/min, a u modelu 1500 73 KS pri 5200 o/min. Mogao je postići najveću brzinu od 140 odnosno 155 km/h. Početkom sedamdesetih su dodane poboljšane verzije 1300E i DeLuxe.

## Vanjske poveznice
- Zvali smo ga »tristać«  Arhivirana inačica izvorne stranice od 27. travnja 2014. (Wayback Machine) (ZG magazin)